# ソフトターゲット
ソフトターゲットは、軍事またはテロ攻撃に対して比較的脆弱とみられる人物または施設である。

## 概説
「ソフトターゲット」と「ハードターゲット」という用語は柔軟であり、両者の間の定義は常に明確ではない。しかし、典型的な「ソフトターゲット」は病院、学校、競技場、ホテル、文化施設、映画館、カフェ、レストラン、礼拝場、ナイトクラブ、ショッピングセンター、交通施設（鉄道駅やバス、フェリーなど）などの多数の人々が集まる民間地である。ソフトターゲットは、典型的に一般の立ち入りが制限され、十分に警備されているハードターゲットと対比させられる。ハードターゲットの例としては、空港、政府施設、軍事施設、在外公館、原子力発電所が挙げられる。
テロリストグループは、もっぱらソフトターゲットを攻撃することを選択する。1968年から2005年の間に世界中で起こったテロ攻撃では、72%（8111件）がソフトターゲットが対象で、27%（4248件）がハードターゲット対象だった。ソフトターゲットの攻撃の意図は、犠牲者を出すのと同様に恐怖を与えるためである。クラーク・ケント・アービンは、ソフトターゲットへの攻撃は心理的ダメージを与えると述べた。2011年には、2012年ロンドンオリンピックへの準備が進められていたが、ロンドン警視庁の警視副総監は、「反対派（テロリスト）が入ることができないように会場の安全性を確保すれば、彼らはオリンピックにリンクしているがセキュリティは低い同時イベントのようなソフトターゲットを探すだろう」と述べた。
軍隊やそれに準じる組織は、より強い相手との直接の対決を避けるためにソフトターゲットを攻撃する戦略を採用する可能性がある。